# Clever (dobbelspel)

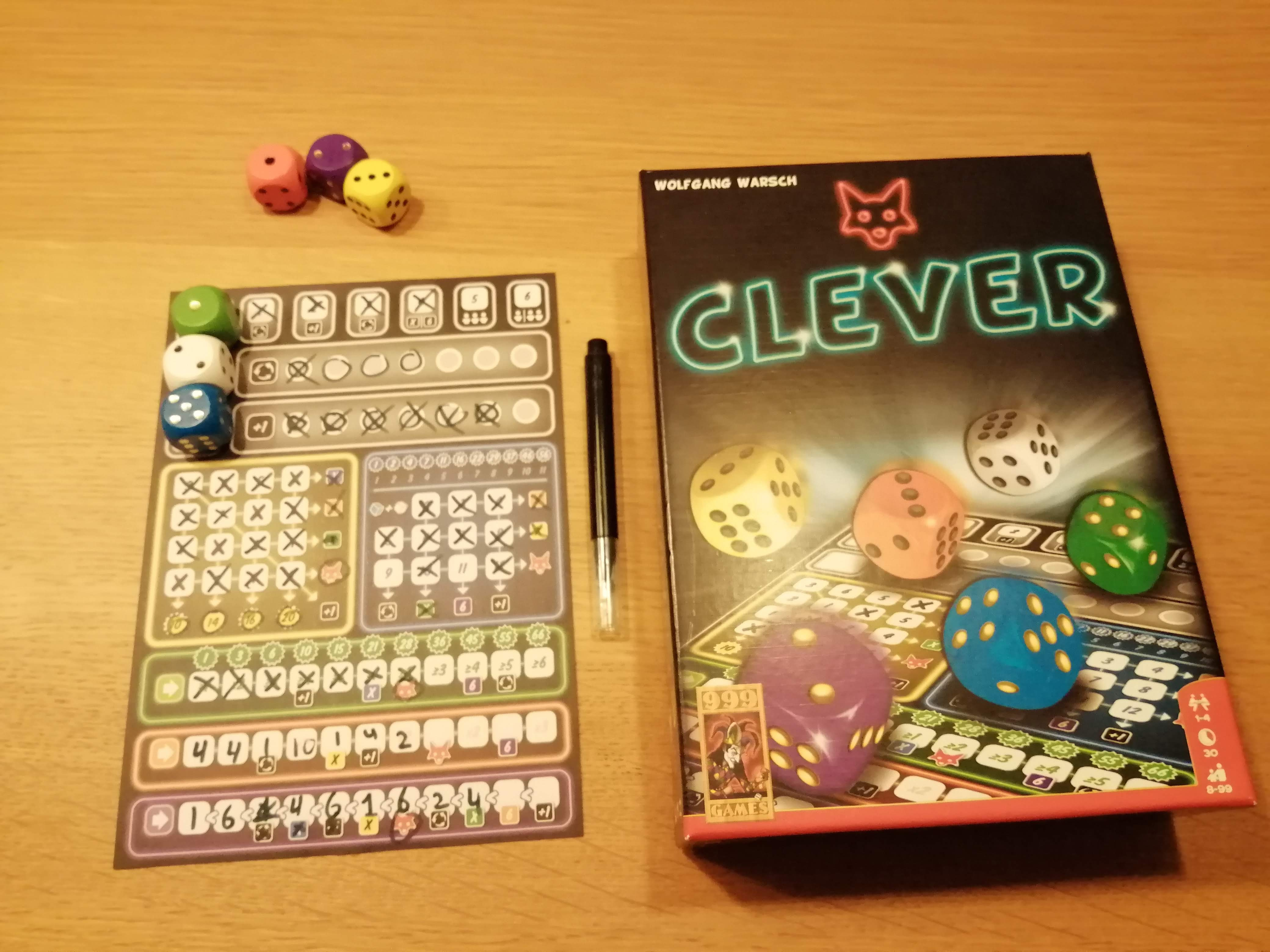
Scorekaart, dobbelstenen en opbergdoos

Clever is een tactisch dobbelspel, dat wordt uitgegeven door 999 Games. Het spel wordt gespeeld met 1 tot 4 spelers, die ieder een scorevel krijgen. Hierop moet je elke beurt, aan de hand van de geworpen dobbelstenen, iets invullen of afstrepen. Dit moet je dusdanig strategisch doen, dat je aan het eind zo veel mogelijk punten behaalt. 

## Spelverloop
Elke beurt wordt begonnen met het werpen van zes gekleurde dobbelstenen. Elke kleur heeft zijn eigen plek op het scorevel. In een beurt mag je drie maal gooien, elke worp neem je een dobbelsteen weg, schrijf je de score op, en in de volgende beurt gooi je de overige dobbelstenen. Na de derde worp is de beurt van de speler voorbij. Wanneer je een dobbelsteen wegneemt, dien je alle lagere stenen niet meer opnieuw te gooien in diezelfde beurt. Na de beurt blijven er dan drie stenen over, die de andere spelers ergens op hun scorevel mogen gebruiken. Hierdoor doen alle spelers het hele spel actief mee.